# Le Dernier Confédéré
Pour plus de détails, voir Fiche technique et Distribution.
Le Dernier Confédéré (titre original : The Last Confederate: The Story of Robert Adams, aussi intitulé Strike The Tent) est un film américain réalisé par A. Blaine Miller et Julian Adams, sorti en 2007 aux États-Unis, et en décembre 2008 en Europe.

## Synopsis
Pendant la Guerre de Sécession, la véritable histoire d'amour entre le capitaine sudiste Robert Adams et la nordiste Eveline McCord.

## Fiche technique
- Titre français : Le Dernier Confédéré
- Titre original :The Last Confederate: The Story of Robert Adams, titre alternatif Strike The Tent
- Réalisation : A. Blaine Miller, Julian Adams (coréalisateur)
- Scénario : Julian Adams (dont l'arrière-arrière grand-père est le capitaine sudiste Robert Adams), Weston Adams, Joshua Lindsey et Gwendolyn Edwards
- Producteur associé : Joshua Lindsey
- Producteur : Julian Adams
- Coproducteur : Robert W. Filion
- Coproducteur : Steve Purcell
- Producteur : Weston Adams
- Producteur associé : Joshua Stern
- Producteur exécutif : Julian Adams
- Producteur : Billy Fox
- Musique : Atli Örvarsson
- Genres : Action, biopic, drame, historique, romance, guerre et western
- Durée : 96 minutes
- Date de sortie : 2007

## Distribution
- Julian Adams
- Gwendolyn Edwards
- Eric Holloway
- Amy Redford
- Tippi Hedren
- Joshua Lindsey
- Kala Savage
- Weston Adams
- Bob Dorian
- Edwin McCain
- Mickey Rooney

## Accueil
Michael Ordoña du Los Angeles Times a estimé dans sa critique que « la vision romantique de la guerre et du vieux Sud du film laisse un arrière-goût amer ». Paul Welcom pour L.A. Weekly a qualifié le film de « projet vaniteux ».